# 张劲夫
張勁夫（1914年6月6日—2015年7月31日），原名张世德，汉族，安徽肥東人，中国共产党、中华人民共和国政治人物，原副国级领导人。曾任中共中央顧問委員會常務委員、國務委員、財政部部長、中國科學院黨組書記兼副院長。

## 生平
1924年冬，随父母迁居江浦县租地耕种。15岁进入县城一所私立国文补习学校。1930年，靠租地种的父母，交不起学膳费。校长兼老师的邓西亭推荐了陶行知创办的南京晓庄师范学校，说那里不收学费，吃住在农民家、费用低，很适合家庭困难的学生。1930年5月，到晓庄学校时，学校已被当局勒令解散，师生正在进行护校运动，在校学习三个月，成为晓庄师范的末期学生。晓庄学校被迫解散后，到南京太平门外蚕桑试验场作工读生；两年毕业后，当了蚕桑指导所主任。1931年后，参加编辑《生活教育》杂志，九一八事变后参与宣传抗日救亡。1932年冬，到宝山县与上海之间的大场山海工学团担任教师，后来升任团长（即校长）。山海工学团，是陶行知创办的教育团体，1932年10月1日成立，主要招收农民和工人的子弟，实行半工半读。因为大场地处宝山与上海之间，故以“山海”名之。1933年，开始受到上海地下党的影响，知道了“社会主义”思想；受苏联第一个五年计划结局的影响，确定了共产主义信念。1934年，向晓庄学校时的同学、地下党员王洞若提出入党的请求，加入中国共产党的外围组织“新兴教育工作者联盟”（又称左翼教育工作者联盟）。1935年12月，经王洞若介绍，加入中国共产党。历任上海国难教育社中共党团委员、战地服务团中共特别支部委员。1935年12月27日，上海成立“文化界救国会”，山海工学团以集体的名义加入救国会。1936年1月23日成立国难教育社，陶行知被推举为理事长，张劲夫担任国难教育社总干事，秘密身份是国难教育社总党团委员。
1937年抗日战争爆发后，救国会决定，由钱俊瑞和张劲夫负责对归国参加抗日的青年办短期训练班，两周一期。“八一三”抗战爆发后，应张发奎的要求，救国会派战地服务团到张发奎部从事战地服务工作，做政治动员思想教育工作。张劲夫带战地服务团去粤系第66军，任该部队战地服务团团长。日军占领上海后，率领战地服务团转至上海市郊打游击。不久，奉调至中共江苏省委军委机关任职。1937年11月，撤到武汉，与长江局接上关系。当时安徽省的党组织已被破坏殆尽，长江局派张劲夫回安徽开辟工作。1938年4月，任中共安徽省工作委员会常务委员兼宣传部部长。1938－1939年在皖西大别山地区，通过公开的政权组织“安徽省动员民众委员会”，组织爱国青年成立了数十个工作团，发动群众开展抗日救亡运动。1939年5月，任新四军江北指挥部政治部副主任、中共鄂豫皖区党委常务委员兼民运部部长。1939年7月，执行中共中央的指示，将大别山区党员干部及靠近党的进步人士，分批撤退到皖东新四军活动地区，共撤出3000多人，这批人后来成为开辟和建立华中各抗日根据地的骨干力量。
1939年底，胡服到皖东，贯彻执行中共中央“发展华中”的战略任务。1940年1月，张劲夫任中共皖东津浦路东省委书记，兼新四军第五支队政治部主任。参加领导创建了津浦路东抗日根据地。1941年1月皖南事变后，张劲夫任新四军第二师政治部副主任。1942年2月起，张劲夫担任新四军第二师四旅政治委员，兼中共淮南区党委宣传部部长。率部在淮南开展敌后抗日游击战。1944年他主动要求到华中党校学习，结业后该校改为华中建设大学，张劲夫留校任副校长。
第二次国共内战时期，参加了华东解放战争，张劲夫要求到基层锻炼，被分配到鲁南二军分区任副政委。1947年夏，国军重点进攻山东，鲁南地区成为敌占区，鲁南党政军机关撤退到滨海分区。根据鲁南区党委书记傅秋涛的指示，张劲夫带领鲁南第18团第三营及特务连，返回鲁南敌后打游击，张劲夫全权负责党政军工作。1947年8月的雷雨之夜急行军，一夜越过沭河、沂河，行程上百华里，通过了封锁线，进入鲁南敌后。泅渡过河时，由于不会游泳，骑在马上过河，马立起来用两个前蹄刨着游泳，被抛来抛去死死抓住马鬃坚持到上岸，差一点被卷入山洪激流中溺亡。率部与山东主力部队内外线配合作战，至1947年底将鲁南地区全部收复。张劲夫回忆时认为回鲁南打游击，是其军旅生涯中最有收获的一次锻炼。1948年初任鲁中南行政公署副主任，负责支前工作。淮海战役时，任华东军区支前司令部粮食部长兼前方办事处主任。淮海战役结束后，成立安徽省委，宋任穷任书记兼省长，张劲夫任副省长，主要任务是动员安徽人民支援大军过江。1949年4月，安徽省委即撤销，随大军过江接管城市，宋任穷去南京，1949年5月3日张劲夫任中共杭州市委副书记兼杭州市副市长，谭震林任市军管会主任、市委书记、市长。1949年8月，浙江省人民政府成立，谭震林任主席，张劲夫任省委常委、省政府党组书记，主持日常工作。不久，成立省人民政府财政经济委员会，张劲夫任主任。
1952年秋调任华东军政委员会财政经济委员会副主任。1954年11月1日任中华人民共和国地方工业部党组书记、第一副部长。1956年春节被主管中国科学院的副总理陈毅调到科学院任党组书记、常务副院长，主持中国科学院日常工作（院长郭沫若）。同时兼任国务院科学规划委员会秘书长，按照周恩来总理的指示“抓大事”，把科学院的日常工作托付给中科院秘书长裴丽生，全身心地抓规划。《1956－1967年科学技术发展远景规划纲要（草案）》及其附件，共计600多万字。规划中提出57项重要任务，包括616个研究课题。明确的重点任务有12个。其中最重要最紧急的有六项，原子弹和导弹这两项属于军口尖端技术任务，此外还有四项：计算技术、半导体、自动化技术、无线电电子学是重中之重，要摆在其它重点任务的前面来抓，即“四项紧急措施”。组织中国科学院的科技工作者支援军口的“原子弹和导弹”的研制工作，直接领导科学院落实完成“四项紧急措施”。。
1959年11月27日，张劲夫以个人名义写了一个关于麻雀益害问题的简短报告并附送了《有关麻雀益害问题的一些资料》，请胡乔木转递。11月29日，毛泽东对该报作出批示：印发各同志。将其作为中共中央1959年11月30日至12月4日在杭州召开的工作会议的第十八号文件散发给与会者。1958年，中共中央成立以聂荣臻为组长的中共中央科学小组，张劲夫是成员之一。
毛泽东于1960年9月提出要“各行各业总结自己的经验教训”后，经过长时间广泛调研座谈，提出草案，1961年7月19日中共中央批准发布《科学工作十四条》。1961年9月3日，《十四条》针对科学院进一步具体化，颁发了《中国科学院自然科学研究所暂行条例》，即《七十二条》。1962年兼任国家科学技术委员会副主任。1964年4月，制定了《中国科学院工作条例》，即《三十六条》。1965年补选为中央专门委员会委员。
1967年1月受运动冲击。1974年应邀出席了国务院的国庆宴会，恢复领导岗位工作，担任国务院联络员帮助铁道部解决交通阻塞问题。1975年起，张劲夫历任第四届国务院财政部部长。1979年3月，成立由陈云主持的国务院财政经济委员会，姚依林和张劲夫为专职成员。1979年底，任中共安徽省委第一书记、安徽省省长、安徽省军区第一政治委员。1982年夏，任国务委员兼国家经济委员会主任，协助姚依林副总理管国务院的经济工作。1982年担任物价改革小组组长。
张劲夫是中共第八届中央候补委员、第十一、十二届中央委员，第三、四届全国政协常务委员。在中共十三大上，张劲夫当选为中央顾问委员会常务委员，中央财经领导小组成员兼秘书长，主持中央财经领导小组的日常工作。直到1989年秋离休。

## 逝世
2015年7月31日23时58分张劲夫因病在北京逝世，享嵩寿101岁，他也是中顾委常委中最后离世者。官方对他的评价为：“中国共产党的优秀党员，久经考验的忠诚的共产主义战士，无产阶级革命家，我国科技和财经战线的杰出领导人”。